# Drimys verticillata
Drimys verticillata är en tvåhjärtbladig växtart som beskrevs av August Adriaan Pulle. Drimys verticillata ingår i släktet Drimys och familjen Winteraceae. Inga underarter finns listade.